# Келечек (футбольный клуб)
«Келечек» — ныне не существующий киргизский футбольный клуб, представлявший Ош. В 2003 году выступал в Высшей лиге Кыргызстана.

## История
Клуб основан не позднее 2003 года. Состоял из молодых игроков — воспитанников футбольных школ города Оша. Название клуба в переводе означает «Будущее».
В 2003 году «Келечек» принимал участие в турнире Высшей лиги Кыргызстана, заняв на предварительном этапе 6-е место (среди 7 участников) в Южной зоне, и не смог выйти в финальный этап.
Всего в 12 матчах команда одержала 2 победы, 2 раза сыграла вничью и 8 матчей проиграла. В Кубке Кыргызстана клуб вышел в 1/4 финала, где уступил «Жаштык-Ак-Алтыну» (0:3, 0:5).
В 2004 году клуб также принимал участие в розыгрыше Кубка страны и в 1/16 финала уступил араванскому клубу «Шараб-К» (1:4). О выступлении в чемпионате в этом сезоне сведений нет.
По окончании сезона 2004 года «Келечек» прекратил существование.

## Известные игроки
- Алмазбек Мирзалиев